# Comuna Săcel, Harghita
Săcel (în maghiară: Székelyandrásfalva, de asemenea cunoscut in trecut ca Románandrásfalva iar din 1899, Oláh-Andrásfalva) este o comună în județul Harghita, Transilvania, România, formată din satele Săcel (reședința), Șoimușu Mare, Șoimușu Mic, Uilac și Vidăcut.

## Demografie
Componența etnică a comunei Săcel
     Maghiari (63,42%)
     Romi (20,61%)
     Români (11,49%)
     Alte etnii (0,35%)
     Necunoscută (4,12%)
Componența confesională a comunei Săcel
     Reformați (32,89%)
     Unitarieni (29,47%)
     Ortodocși (28,77%)
     Romano-catolici (2,46%)
     Alte religii (0,18%)
     Necunoscută (6,23%)
Conform recensământului efectuat în 2021, populația comunei Săcel se ridică la 1.140 de locuitori, în scădere față de recensământul anterior din 2011, când fuseseră înregistrați 1.253 de locuitori. Majoritatea locuitorilor sunt maghiari (63,42%), cu minorități de romi (20,61%) și români (11,49%), iar pentru 4,12% nu se cunoaște apartenența etnică. Din punct de vedere confesional, cei mai mulți locuitori sunt reformați (32,89%), cu minorități de unitarieni (29,47%), ortodocși (28,77%) și romano-catolici (2,46%), iar pentru 6,23% nu se cunoaște apartenența confesională.

## Politică și administrație
Comuna Săcel este administrată de un primar și un consiliu local compus din 9 consilieri. Primarul, Lajos Nagy[*], de la Uniunea Democrată Maghiară din România, este în funcție din 2000. Începând cu alegerile locale din 2024, consiliul local are următoarea componență pe partide politice:
|  | Partid                                 | Consilieri | Componența Consiliului | Componența Consiliului | Componența Consiliului | Componența Consiliului | Componența Consiliului | Componența Consiliului | Componența Consiliului | Componența Consiliului |
|  | -------------------------------------- | ---------- | ---------------------- | ---------------------- | ---------------------- | ---------------------- | ---------------------- | ---------------------- | ---------------------- | ---------------------- |
|  | Uniunea Democrată Maghiară din România | 8          |                        |                        |                        |                        |                        |                        |                        |                        |
|  | Partidul Social Democrat               | 1          |                        |                        |                        |                        |                        |                        |                        |                        |